# Mon cher petit village
Pour les articles homonymes, voir Mon cher petit village (homonymie).
Pour plus de détails, voir Fiche technique et Distribution.
Mon cher petit village (titre original : Vesnicko má stredisková) est un film tchécoslovaque réalisé par Jiří Menzel, sorti en 1985.
Le film fut nommé à l'Oscar du meilleur film en langue étrangère.

## Synopsis
Otík est un jeune homme un peu attardé et très maladroit. Il travaille sous l'aile de Pávek, mais ce dernier, lassé des catastrophes qu'il provoque, ne veut plus s'en occuper. Cette décision va affecter la vie du petit village où ils vivent.

## Fiche technique
- Titre : Mon cher petit village (parfois : Mon gentil petit village[réf. nécessaire])
- Titre original : Vesnicko má stredisková
- Réalisation : Jiří Menzel
- Scénario : Zdeněk Svěrák
- Musique : Jiří Šust
- Photo : Jaromír Šofr
- Pays d'origine :  Tchécoslovaquie
- Genre : Comédie
- Durée : 98 minutes
- Dates de sortie : 1985

## Distribution
- János Bán : Otík
- Marián Labuda : Pávek
- Rudolf Hrušínský : Skruzný
- Petr Čepek : Josef Turek
- Libuše Šafránková : na Turková
- Jan Hartl : Václav Kaspar
- Miloslav Stibich : Kalina
- Oldrich Vlach : Jaromír
- Stanislav Aubrecht : Jarda Pávek
- Zdeněk Svěrák : Ryba
- Magda Sebestová : Vera
- Július Satinský : Stefan
- Josef Somr : Director
- František Vláčil : Tichácek
- Milena Dvorská : Ruzena Pávková
- Milada Jezková : Hrabetová
- Ladislav Zupanic : Rumlena
- Jitka Asterová : Rumlenová
- Jirí Lír : hostinský Bedrich Rambousek
- Blanka Lormanová : Pulpánová
- Eugen Jegorov : hrobník Broz
- Jirí Schmitzer : Policeman
- Vlastimila Vlková : babi Pávková
- Jana Vanková : Kalinová
- Petr Brukner : druzstevník Duda
- Míla Myslíková : Fialková
- Jan Hrabeta : Zezulka
- Jana Hanakova : Echtnerová
- Milan Šteindler : Turek's co-driver
- Vladimír Hrabánek : skolník Pavlícek
- Zuzana Burianová : Bohunka
- Klára Pollertová : Majka Pávková
- Vida Neuwirthová : Office girl
- Jan Kaspar : Ferda
- Vlasta Jelínková : Tichácková
- D. Hajna : Hrusková
- A. Fiserova :

## Récompense
- Grand prix du Festival de Chamrousse 1987